# Партизански отряд „Георги Гърбачев“
Партизански отряд „Георги Гърбачев“ е подразделение на Пета Старозагорска въстаническа оперативна зона на НОВА по време на партизанското движение в България (1941-1944). Действа в района на Карлово.
Първата партизанска група в Карловско се създава на 5 ноември 1941 г. През пролетта на 1942 г. прераства във Войняговска чета. През есента на 1942 г. е разбита и престава да съществува като самостоятелно подразделение. 
През 1943 г. се създава Карловската чета. Провежда акции в с. Черничево, с. Сушица и гр. Карлово. През април 1944 г. е усилена от Голямоселската чета на Партизански отряд „Васил Левски“ (Пловдив) и прераства в отряд „Георги Гърбачев“. Наименуван е на загиналия през 1942 г. партизански командир Георги Гърбачев. Командир на отряда е Кольо Динев, политкомисар Иван Самунев.
През юни 1944 г. влиза в състава на Партизанска бригада „Георги Димитров“.